# Adalia decempunctata
Adalia decempunctata је инсект из реда тврдокрилаца (Coleoptera) и породице бубамара (Coccinellidae).

## Распрострањење и станиште
Настањује целу Eвропу (изузев Исланда). Има је у целој Србији осим у југозападном делу земље.

## Опис
Adalia decempunctata је бубамара која се јавља у три форме. и још неколико варијанти. Најчешћа је форма typica, код које су покрилца црвена, наранџаста или жута, са по обично пет црних тачака на сваком. По тој форми је врста добила латинско име, а и код нас је неки зову десетотачкаста бубамара. Тамна форма је код нас најчешћа, а на покрилцима се смењују црна и наранџаста. Трећа форма је претежно црна, са по једном црвеном или жутом мрљом са сваке стране. Тело јој је дугачко 3,5–5 mm.

## Галерија
- Типска форма
- Тамна форма
- Adalia decempunctata